# Photedes expressata
Photedes expressata là một loài bướm đêm trong họ Noctuidae.